# Madame Claude
Madame Claude (echte naam Fernande Grudet) (Angers, 6 juli 1923 – Nice, 19 december 2015) was een Franse bordeelhoudster, vandaar haar antonomase (omschrijving) "madam". In de jaren 60 en 70 stond ze aan het hoofd van een netwerk van luxe callgirls met veel hoogwaardigheidsbekleders als klant.

## Levensloop
Fernande Grudet werd geboren in de stad Angers, in het noordwesten van Frankrijk. Ze werd door nonnen in een klooster opgevoed. Na verschillende andere baantjes, begon ze in de jaren 60 met het opzetten van een prostitutienetwerk.
Ze runde een bordeel in het dure 16e arrondissement van Parijs. Tot haar rijke klanten behoorden niet alleen vooraanstaande politici en topondernemers - volgens eigen zeggen onder meer Frank Sinatra, John F. Kennedy, Fiat-topman Gianni Agnelli, Israëlisch staatsman Moshe Dayan, Libisch leider Moammar Kadhafi, de Sjah van Iran, Koning Hoessein van Jordanië en diverse Franse ministers en topondernemers, maar ook leden van de maffia. Doordat ze als informant voor de politie werkte, mocht ze haar activiteiten voortzetten hoewel prostitutie in Frankrijk illegaal was. In ruil voor de confidenties die de callgirls van Madame Claude wel eens ter ore kwamen, genoot de hoerenmadam bescherming van hogerhand. Daar kwam echter een einde aan met het aantreden van president Valéry Giscard d'Estaing, die de strijd aanbond met het pooierschap. Een bekend citaat van haar was: "Er zijn twee dingen waar mensen altijd voor willen betalen: eten en seks. Ik was niet goed in koken."
In 1976 kwam er een einde aan haar imperium. Een Franse rechter vervolgde haar om een belastingschuld van 11 miljoen frank. Fernande Grudet vluchtte naar de Verenigde Staten en ging in Los Angeles wonen. In 1986 keerde ze terug naar Frankrijk en zat een gevangenisstraf van vier maanden uit. Na haar vrijlating probeerde ze opnieuw een prostitutie-organisatie op te zetten, maar in 1992 werd ze veroordeeld tot een gevangenisstraf voor koppelarij. Na het uitzitten van deze straf trok ze zich terug uit het openbare leven en ging in een flatje aan de Côte d'Azur wonen. Grudet stierf in 2015 op 92-jarige leeftijd.

## Filmografie
- Haar leven vormde de basis van de erotische cultklassieker Madame Claude (in het Engels The French Woman) uit 1977 (geregisseerd door Just Jaeckin en een hoofdrol voor  Françoise Fabian).
- In 2021 verscheen de biografische film Madame Claude van regisseur en scenariste Sylvie Verheyde op Netflix. In dit  psychologisch drama met actrice Karole Rocher in de huid van madame Claude, schetst het leven van een eenzame, op wraak beluste, alleenstaande tienermoeder die niet in staat is om de liefde te beleven, ook niet tegenover haar bastaardkind.[8]